# Rudolf Durčák
Rudolf Durčák (1. dubna 1896 Petřvald – 11. dubna 1942 Auschwitz) byl československý legionář, učitel, odbojář a oběť nacismu.

## Život
Rudolf Durčák se narodil 1. dubna 1896 v Petřvaldu na Karvinsku. Vystudoval učitelský ústav, stal se učitelem a členem Sokola. Během první světové války byl povolán do c. a k. armády a jako příslušník 15. pěšího pluku odeslán na ruskou frontu. Zde 21. srpna 1916 padl v hodnosti kadeta-desátníka u Berestečka do zajetí. Dne 25. února 1917 se přihlásil do Československých legií, kam byl 21. července téhož roku zařazen. Absolvoval Sibiřskou anabázi a do Československa se vrátil v hodnosti desátníka v roce 1921, kdy bylo i jeho působení v legiích ukončeno. S sebou si přivezl manželku Evgeniji, která byla ruské národnosti. V armádní službě nepokračoval a vrátil se k profesi učitele. Vypracoval se do pozice řídícího učitele obecné školy v Radvanicích u Ostravy. Po německé okupaci v březnu 1939 vstoupil do protinacistického odboje. Za svou činnost byl na podzim 1941 zatčen gestapem během zátahu na odbojáře z řad Obrany národa a Obce sokolské na Ostravsku a Frýdecku. Byl odtransportován do koncentračního tábora Auschwitz, kde 11. dubna 1942 zahynul.